# Gutmann Hedvig
Vidor Sámuelné gelsei Gutmann Hedwig (Nagykanizsa, 1842–Nagykanizsa, 1921. július 24.), Nagykanizsa közélete meghatározó személyisége a 19. század végén és a 20. század elején. Elnöke volt a Kisdednevelő Egyesületnek, negyvenhárom éven át a Nagykanizsai Izraelita Jótékony Nőegyletnek, és társelnöke a honi ipart pártoló tulipán mozgalomnak; a koronás arany érdemkereszt tulajdonosa volt.

## Élete
Az izraelita származású gelsei Gutmann család sarja, amely 1869-ban nemességet szerzett. Gutmann Hedvig atyja, a nagykanizsai születésű Gutmann Henrik (1806–1890) nemességet szerzett a gelsei előnevével együtt. Henrik 1836-ban alapította a család helyi vállalkozását, melynek keretében fa- és gabonakereskedéssel foglalkozott. Később a helyi izraelita hitközség elnöke lett. Anyja, Gutmann Henrikné Strasser Nanette (1819–1878) asszony.
Gutmann Hedvig férje, született Weiss Sámuel, tehetős nagykanizsai izraelita származású úr volt, aki 1881. szeptember 12-én hivatalosan a "Vidor" vezetéknevet vette fel; Vidor Samu (1828–1908), a Kanizsa Serfőzde Rt. alelnöke és alapítóinak egyike volt, ugyanakkor a Kanizsai bankokban igazgatósági tagként, a Nagykanizsai Kereskedők Társulatában elnökként (1867-től) tevékenykedett. 1876-tól a Soproni Kereskedelmi és Iparkamara Nagykanizsai Különválasztmánya választotta elnökéül. A nagykanizsai segélyegylet szövetkezetet 1862-ben alapította, és halálakor még ennek az elnoke volt. Gutmann Hedvig anyja elhunyta után 43 éven át volt az Izraelita Nőegylet "örökös elnöke" volt. 1888-ban a Nagykanizsai Szegények Tápintézetét alapította, amelyben felekezeti különbség nélkül kaptak a város szegényei ebédet. Gutmann Hedvig anyja tisztségét a Nagykanizsai Kisdednevelő Egyletben szintén örökölte és aktív tagja volt a Vöröskereszt Egyletnek, valamint a József királyi herceg Szanatórium Egyesületnek is. 1904-ben Vidor Sámuelné Gutmann Hedvig asszonyt a jótékony tevékenysége miatt az uralkodó a koronás nagy érdemkereszttel tüntette ki jótékonyságáért. A keresztet Hertelendy Ferenc zalai főispán ünnepségek keretében átadta a kitüntetettnek. Az elegáns példamutató nagyasszony híres volt a magyaros szabású nagyruháiról, melyekkel hazaszeretetét fejezte ki.
Nagykanizsán, 1921. július 24.-én hunyt el méhrákban 79 évesen.